# كيث مولوي
كيث مولوي (بالإنجليزية: Keith Molloy)‏ هو لاعب كرة قدم أسترالية أسترالي، ولد في 7 أغسطس 1924، وتوفي في 31 يناير 2005.

## وصلات خارجية
- كيث مولوي على موقع AustralianFootball.com (الإنجليزية)
- كيث مولوي على موقع AFLtables.com (الإنجليزية)